# South Salem
South Salem is een plaats (village) in de Amerikaanse staat Ohio, en valt bestuurlijk gezien onder Ross County.

## Demografie
Bij de volkstelling in 2000 werd het aantal inwoners vastgesteld op 213.
In 2006 is het aantal inwoners door het United States Census Bureau geschat op 219, een stijging van 6 (2,8%).

## Geografie
Volgens het United States Census Bureau beslaat de plaats een oppervlakte van
0,5 km², geheel bestaande uit land. South Salem ligt op ongeveer 243 m boven zeeniveau.

## Plaatsen in de nabije omgeving
De onderstaande figuur toont nabijgelegen plaatsen in een straal van 24 km rond South Salem.